# Viserba
Viserba è una frazione di Rimini. Situata sulla costa del mare Adriatico, a nord della città, conta 8 556 abitanti.

## Geografia fisica

### Territorio
Situata a 4,07 km a nord dal centro storico di Rimini, Viserba si sviluppa principalmente lungo il litorale con una lunghezza complessiva di 3 km, in una zona pianeggiante divisa in "Viserba mare" e "Viserba monte". A nord-ovest confina con Viserbella, a sud-est con Rivabella, mentre nell'entroterra con San Martino in Riparotta; sono tutte frazioni di Rimini.

## Origini del nome
In seguito alla costruzione della consolare Popilia (132 a.C.), oggi nota come via Romea, la zona, bonificata dagli acquitrini, fu suddivisa con il sistema della centuriazione, particolarmente adatta per gli ortaggi, grazie al terreno alluvionale prodotto dalle esondazioni del vicino fiume Marecchia, nonché per la presenza di alcune fonti superficiali. Da qui una possibile origine della denominazione, ovvero da vis herbae, per l'abbondanza, rigogliosità e vigore dell'erba, o dal carro chiamato veherba, ossia “trasportatore di erba”, usato per i mercati di erbe locali.
Con la crisi dell'impero Romano, le invasioni barbariche crearono grandi difficoltà agli insediamenti, come per la coltivazione. La zona ritornò lentamente a carattere acquitrinoso, sia per il progressivo abbandono della manutenzione dei campi e della rete idrografica (cura degli argini, dei canali, ecc.), sia per l'aumento della piovosità, culminato nel X secolo col cambio dell'alveo del Marecchia, il quale produsse un ramo che sfociava sulla spiaggia di Viserba. La zona fu ribonificata dai monaci benedettini della Basilica di San Vitale a Ravenna. Forse a questo periodo è da attribuire l'ultima possibile origine del toponimo, ovvero fundus viserbae, nel senso di via acerba, cioè una strada aspra, difficoltosa.
La denominazione della locale fonte Sacramora è dovuta al presunto luogo di ritrovamento (Sacra dimora) del corpo di San Giuliano Martire.

## Storia
Nel XII secolo, lungo la strada della Sacramora si correva il palio per onorare San Giuliano. Secondo il regolamento, contenuto nel codice Torsani (in cui, nel XV secolo, furono trascritti gli statuti trecenteschi di Rimini), il 22 giugno (giorno della sua festa) l'ufficialità municipale si recava a pregare nel relativo Santuario; successivamente si teneva il palio, per il quale i cavalli correvano dal ponte di Viserba a piazza Tre martiri, dove vi era il traguardo, posto dalla parte di Porta S. Genesio (arco d’Augusto), circa all'altezza della chiesa dei Paolotti.
Un rilevante complesso di archeologia industriale fu la Corderia, già attiva nel XIX secolo, vasto opificio che utilizzava le acque della Fossa Viserba. Tra il 1840 e il 1850 fu realizzato un impianto di pillatura per il riso azionato da un mulino idraulico. Poco dopo il 1870, con l'aggiunta di un capannone di 240 metri, la struttura fu adattata per la torcitura della canapa. L'approvazione del piano particolareggiato nel 2011 ha permesso la demolizione della corderia nel 2016
e la conversione dell'area a edilizia residenziale e a verde attrezzato a partire dal 2022.
Attorno al 1885, l'ingegnere bolognese Giambattista Bavassano, compresi alcuni capomastri della zona (fra i quali il costruttore riminese Sante Polazzi), cominciano a intravedere la possibilità di sfruttare la crescente diffusione della talassoterapia (il primo stabilimento balneare, a Rimini, fu aperto nel 1848) e della villeggiatura litoranea, iniziando a costruire villini per la facoltosa ed emergente borghesia, e facendosi promotori dello sviluppo urbanistico e viario, tuttora esistente, tra via della Sacramora e il nuovo tracciato della Romea (più a nord).
Tra i villini si ricorda quello edificato nel 1892 da Luigi Graziosi, di Santarcangelo, che funse da prototipo per l'architettura gentilizia della zona litoranea.
Nel 1909, a Viserba fu costruita una stazione ferroviaria, ubicata sulla linea Rimini-Ravenna-Ferrara, costruita a partire dal 1889, la quale diede un ulteriore impulso allo sviluppo del luogo, nel frattempo impreziositosi di diversi villini. Sopravvissuta è Villa Bonci, residenza del grande tenore cesenate Alessandro Bonci, rivale del celebre Enrico Caruso.
In aggiunta alla chiesa di Santa Maria Vergine, a Viserba monte, e della chiesa di San Vicinio, nel 1908, in luogo di una vecchia cappella (alle dipendenze del parroco della vicina San Martino in Riparotta), si iniziò la costruzione della chiesa di Santa Maria a Mare, la cui edificazione, su disegno dell'ing. Ballarini, fu portata a termine nel 1910, per poi essere espansa dall'architetto Meloncelli nel 1929. La nuova chiesa parrocchiale di Santa Maria in Viserba Mare voluta dall'allora parroco don Antonio Fillini e realizzata dall'architetto Luigi Fonti tra il 1968 e il 1971, è sorta sull'area della precedente chiesa e contiene diverse opere a smalto e a sbalzo su rame di Ettore Paganini. L'edificio è dominato da una grande cuspide piramidale e base quadrata in cemento armato che funge da campanile, e sovrasta la chiesa a pianta rettangolare.

## Società

### Evoluzione demografica
Nel 1881 Viserba contava 796 abitanti, dei quali 86 nel borgo posto lungo la consolare Romea, e i restanti sparsi nelle campagne. Nel 1936 erano già 3150 e nel 1950 divennero 5 123.
Il numero degli abitanti, 8 556 nel 2010, sale a 9 937 considerando anche la zona artigianale Viserba monte, e a 18 886, in un'area di 4,78 km², comprendendo le frazioni Rivabella, Viserbella, San Martino in Riparotta, Orsoleto e Case nuove.

## Infrastrutture e trasporti

### Ferrovie
Viserba è servita dalla stazione di Rimini Viserba, situata sulla linea Ferrara-Rimini, inaugurata nella seconda metà dell'Ottocento.

## Amministrazione

### Autonomia amministrativa
Nel 2011 si è svolta una raccolta firme per indire un referendum sulla separazione di Viserba da Rimini, quale Comune autonomo. Delle 5.000 firme necessarie ne sono state raccolte 4.908.

## Sport

### Basket
Nella disciplina basket, Viserba è rappresentata dalla Pallacanestro Taz Viserba, società amatoriale fondata nel 2002, partecipante al Campionato amatoriale NBU organizzato dalla Uisp Rimini.

### Pallavolo
A livello pallavolistico, la squadra femminile di rappresentanza è la Greenline Pretelli Viserba, promossa per la prima volta in A2 nel campionato 2012/2013.

### Calcio a 5
Il 21 maggio 2015 nasce ufficialmente la società di calcio a 5 A.S.D. Solaris Viserba Futsal], che partecipa per la prima volta nell'anno 2014/2015 al campionato FIGC di serie D.

### Motociclismo
Viserba è la città natale di Marco Bezzecchi, pilota del campionato mondiale MotoGP con il team Aprilia Racing